# Santa Tell Me
Santa Tell Me – bożonarodzeniowa piosenka pop amerykańskiej wokalistki Ariany Grande. Utwór napisany przez Arianę Grande, Savana Kotecha i Ilya Salmanzadeha. Piosenka została wydana 24 listopada 2014 roku za pośrednictwem iTunes Store i znalazła się na japońskiej ekskluzywnej reedycji EP-ki Christmas Kisses.
Piosenka weszła na listę Billboarda Hot 100 na 65 miejsce, później osiągnęła 17 miejsce. Dodatkowo na Billboard Global 200 na liście przebojów „Santa Tell Me” osiągnęło odpowiednio 5 i 7 miejsce. Teledysk został wyreżyserowany przez Chrisa Marrsa Piliero i został wydany na oficjalnej stronie Vevo w dniu 12 grudnia 2014 roku. Piosenka miała swoje pierwsze wykonanie podczas świątecznego koncertu A Very Grammy 2014 w Shrine Auditorium w Los Angeles 18 listopada 2014 roku.

## Teledysk
Oficjalne wideo teledysku ukazało się 12 grudnia 2014 roku. Reżyserami byli Alfredo Flores i Jones Crow. Wideo przedstawia Ariana Grande i jej przyjaciół tańczących, śmiejących się i rozdających prezenty w jej domu. 26 listopada 2016 roku piosenka przekroczyła 100 milionów wyświetleń, co czyni czternastym teledyskiem Ariany Grande w Vevo po „Let Me Love You”.

## Pozycje na listach przebojów
| Lista (2014–2022)                        | Pozycja |
| ---------------------------------------- | ------- |
| Australia: ARIA Charts                   | 5       |
| Austria: Ö3 Austria Top 40               | 7       |
| Belgia (Flandria): Ultratop 50           | 32      |
| Dania: Tracklisten                       | 4       |
| Finlandia: The Official Finnish Charts   | 4       |
| Holandia: Single Top 100                 | 3       |
| Kanada: Billboard Canadian Hot 100       | 8       |
| Litwa: Agata                             | 5       |
| Łotwa: LAIPA                             | 4       |
| Niemcy: Deutsche Musikcharts             | 10      |
| Nowa Zelandia: RIANZ                     | 7       |
| Polska: AirPlay – Top                    | 46      |
| Singapur: RIAS                           | 2       |
| Stany Zjednoczone: Billboard             | 1       |
| Szwajcaria: Schweizer Hitparade          | 5       |
| Szwecja: Sverigetopplistan               | 4       |
| Węgry: Mahasz                            | 4       |
| Wielka Brytania: Official Charts Company | 11      |